# 11696 Capen
11696 Capen là một tiểu hành tinh vành đai chính. Nó có Quỹ đạo lệch tâm là 0.1433422 và chu kỳ quỹ đạo là 1196.6665258 ngày (3.28 năm).
Tiểu hành tinh này được phát hiện ngày 22 tháng 3 năm 1998 bởi Lowell Observatory Near-Earth Object Search.
Nó được đặt theo tên Charles Franklin Capen, nhân viên làm việc ở đài thiên văn Lowell.